# VdB 54
vdB 54 est une nébuleuse par réflexion visible dans la constellation d'Orion.
Difficile à localiser, elle se trouve à environ 2° au sud-est de la nébuleuse d'Orion. Il s'agit d'une petite enveloppe gazeuse qui masque entièrement une jeune étoile, cataloguée BD-06 1287, probablement située à l'intérieur du nuage géant LDN 1641, dans sa partie la plus orientale. Ni la classe spectrale ni la parallaxe de l'étoile n'ont été déterminées. La nébuleuse LDN 1641 fait partie du nuage moléculaire géant d'Orion A, le même qui comprend également la nébuleuse d'Orion et de nombreux autres nuages du complexe du nuage moléculaire d'Orion, l'un des meilleurs sites de formation d'étoiles observables dans le ciel.